# 梁麗瑩
梁麗瑩（Davily Leung Lai Ying，1984年1月15日—），曾用英文名字Devily、Heavenly，前香港女藝人。

## 簡歷
梁麗瑩曾在紐西蘭威靈頓以及澳洲墨爾本留學，2003年返回香港當模特兒，並在第五屆TVB周刊Cover Girl 選舉中得到季軍。2004年參加香港小姐競選但落選，其後與無綫電視簽約。第一套演出之電視劇是《開心賓館》，其後一直擔當沒有人留意的小角色，直到2013年《仁心解碼II》中邪教女信徒角色開始重新被觀眾留意，隨後《神探高倫布》扮演的死人化妝師角色更佔了不少戲份；她與許亦妮是現實生活中的好友。
2015年底，梁麗瑩離開無綫電視。

## 演出作品

### 電視劇（無綫電視）
- 2005年：開心賓館 飾 冬妮[3]
- 2006年：鳳凰四重奏 飾 錢智嫦
- 2007年：學警出更 飾 夏文瑜
- 2007年：森之愛情 第九集《十五年的約會》飾 花店售貨員
- 2007年：建築有情天 飾 張莉秘書
- 2007年：廉政行動2007 飾 廉政公署調查員
- 2009年：碧血鹽梟 飾 麥小沅
- 2009年：仁心解碼 飾 章艷芳（青年）
- 2009年：宮心計 飾 展笑容
- 2010年：公主嫁到 飾 小荷
- 2012年：回到三國 飾 秋嬋
- 2012年：大太監 飾 鈕祜祿·麗貞（青年）
- 2013年：法網狙擊 飾 郭詩婷
- 2013年：初五啟市錄 飾 協和行呂祕書
- 2013年：仁心解碼II 飾 何美詩
- 2013年：神探高倫布 飾 潘淑嫻
- 2013年：師父·明白了 飾 南雲
- 2014年：守業者 飾 李貴玉
- 2015年：天眼 飾 姜恩媛
- 2015年：樓奴 飾 施雅
- 2016年：純熟意外 飾 林可敏
- 2017年：與諜同謀 飾 Lab職員

### 其他演出（無綫電視）
- 2007－2008年：一擲千金 - 千金小姐
- 2008年：鐵甲無敵獎門人 - 獎品小姐

### 節目主持
- 2005年：放學ICU

### 電影
- 2007年：《港鄉》
- 2009年：《移動城市》、《愛出貓》
- 2011年：《勁抽福祿壽》

### 音樂錄像
- 2004年：私家歌（葉文輝）
- 2005年：巡迴路演（吳彤）
- 2006年：粉筆字（關心妍）
- 2007年：電燈膽（鄧麗欣）
- 2007年：鍾無艷（謝安琪）

## 外部連結
- 梁麗瑩的新浪微博
- 梁麗瑩的Facebook專頁
- 梁麗瑩的Instagram帳戶
- Devily Leung Xanga Site （页面存档备份，存于）